# Boujniba
Boujniba (in arabo بو جنيبة‎?, Bū Jnība) è una città del Marocco, nella provincia di Khouribga, nella regione di Béni Mellal-Khénifra. È nota per il suo antico deposito di fosfato.